# Massafra
Massafra är en ort och kommun i provinsen Taranto i regionen Apulien i Italien. Kommunen hade 32 861 invånare (2017).